# Баян-Гол (улус)
Бая́н-Гол (бур. Баян гол — «богатая долина») — улус в Хоринском районе Бурятии. Входит в сельское поселение «Удинское».

## География
Расположен на правобережье Уды (в 2,5 км к северу от русла реки), в 10 км к северо-востоку от центра сельского поселения, села Удинск, в 1 км севернее региональной автодороги Р436 Улан-Удэ — Романовка — Чита (Читинский тракт). Между трактом и селением лежит небольшое озеро Могой.

## Население
| 2002 | 2010 |
| ---- | ---- |
| 329  | ↗334 |

## Инфраструктура
Основная общеобразовательная школа, сельский Дом культуры, фельдшерско-акушерский пункт, почтовое отделение.

## Достопримечательности

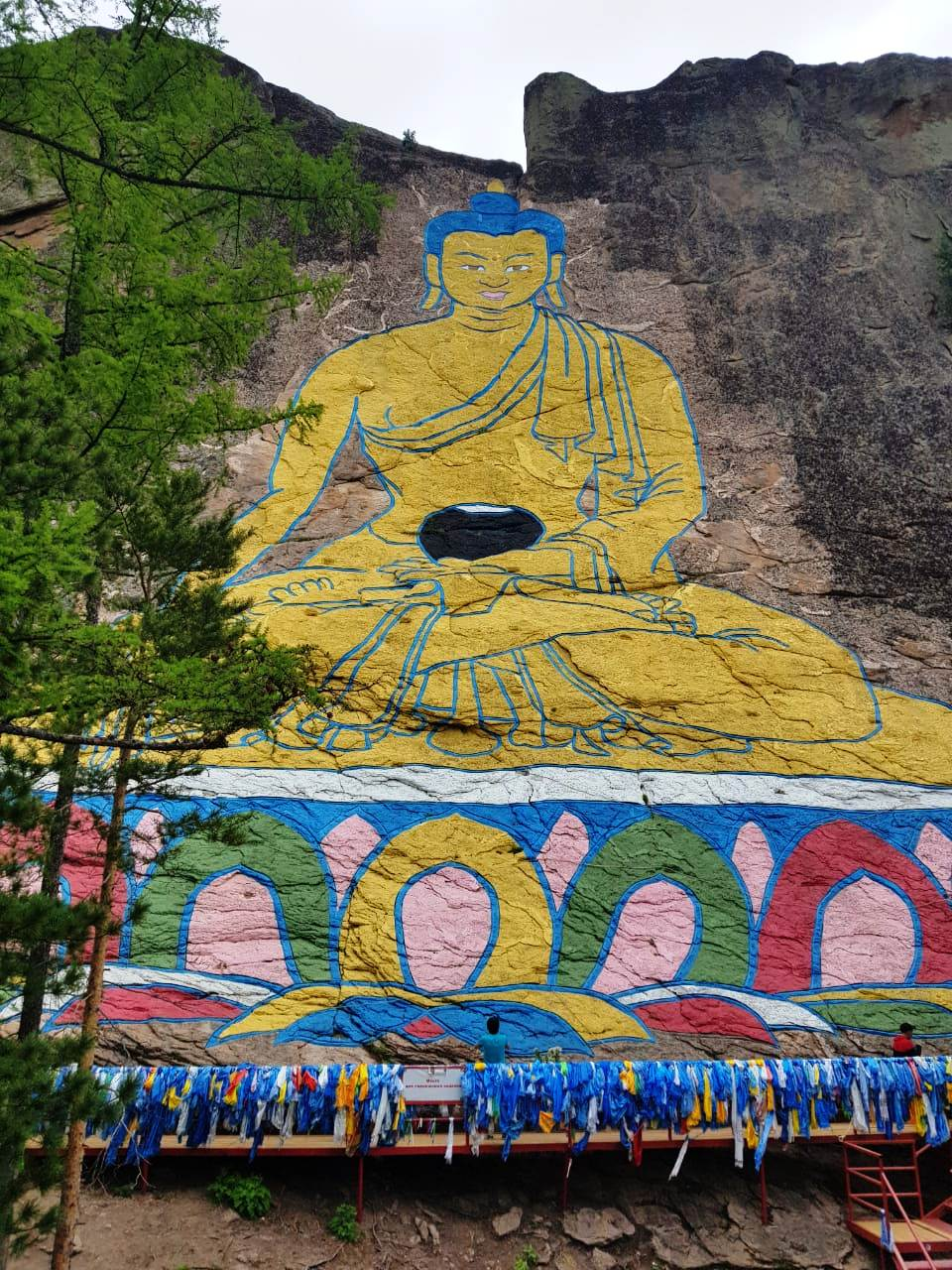
Наскальное изображение Будды. Хоринский район

- Возле улуса Баян-Гол, на скале Баян-хонгор, в самой высокой точке местности, создано самое большое изображение Будды Шакьямуни в России[3].